# Hummerkrieg
Der Hummerkrieg (englisch Lobster War, auch englisch Lobster Operation; portugiesisch Guerra da Lagosta; französisch Conflit de la langouste) war eine Auseinandersetzung über Langusten (englisch spiny lobsters), die von 1961 bis 1963 zwischen Brasilien und Frankreich ausgetragen wurde. Die brasilianische Regierung weigerte sich, französische Fischereischiffe weiterhin Langusten 100 Seemeilen (185 km) vor der brasilianischen Nordostküste fangen zu lassen. Das Argument Brasiliens war, dass die Langusten „entlang des Kontinentalschelfs kröchen“, während Frankreich bei dem Argument blieb, dass „Langusten schwimmen“ und dass sie darum von jedem Fischereischiff aus jedem Land gefangen werden dürften. Der Konflikt wurde einseitig von Brasilien gelöst, das sein Küstenmeer auf eine 200-Seemeilen-Zone (370 km) erweiterte, was die umstrittenen Langustengebiete mit einschloss.
Obgleich dieser historische Zwischenfall von Zwangsdiplomatie lange vor der Ausarbeitung des Seerechtsübereinkommens stattfand, endete der Streit am 10. Dezember 1964 mit der Unterzeichnung eines Abkommens, das sechsundzwanzig französischen Schiffen das Recht einräumte, für einen Zeitraum von höchstens fünf Jahren zu fischen, sofern sie den brasilianischen Fischern einen bestimmten Gewinn aus ihrer Fangtätigkeit in den so genannten „ausgewiesenen Gebieten“ ablieferten.

## Zwischenfall und Streit
1961 beschlossen einige Gruppen französischer Fischer, die vor der Küste Mauretaniens sehr profitabel operierten, ihre Suche auf die andere Seite des Atlantischen Ozeans auszudehnen und sich an einer Stelle vor der Küste Brasiliens niederzulassen, wo Langusten auf unterseeischen Felsvorsprüngen in einer Tiefe von 250–650 Fuß (76–198 m) zu finden sind. Die örtlichen Fischer beschwerten sich jedoch darüber, dass große Schiffe aus Frankreich kamen, um vor dem brasilianischen Bundesstaat Pernambuco Langusten zu fangen. Daraufhin befahl der brasilianische Admiral Arnoldo Toscano zwei Korvetten, in das Gebiet zu fahren, in dem sich die französischen Fischerboote befanden. Da der Kapitän des brasilianischen Schiffes den Anspruch der Fischer für gerechtfertigt hielt, forderte er die französischen Schiffe auf, sich in tiefere Gewässer zurückzuziehen und den kleineren brasilianischen Schiffen den Festlandsockel zu überlassen. Die Situation wurde sehr angespannt, als die Franzosen diese Forderung ablehnten und per Funk die französische Regierung aufforderten, einen Zerstörer zu schicken, der die Langustenschiffe begleiten sollte, woraufhin die brasilianische Regierung ihre zahlreichen Schiffe in Alarmbereitschaft versetzte.

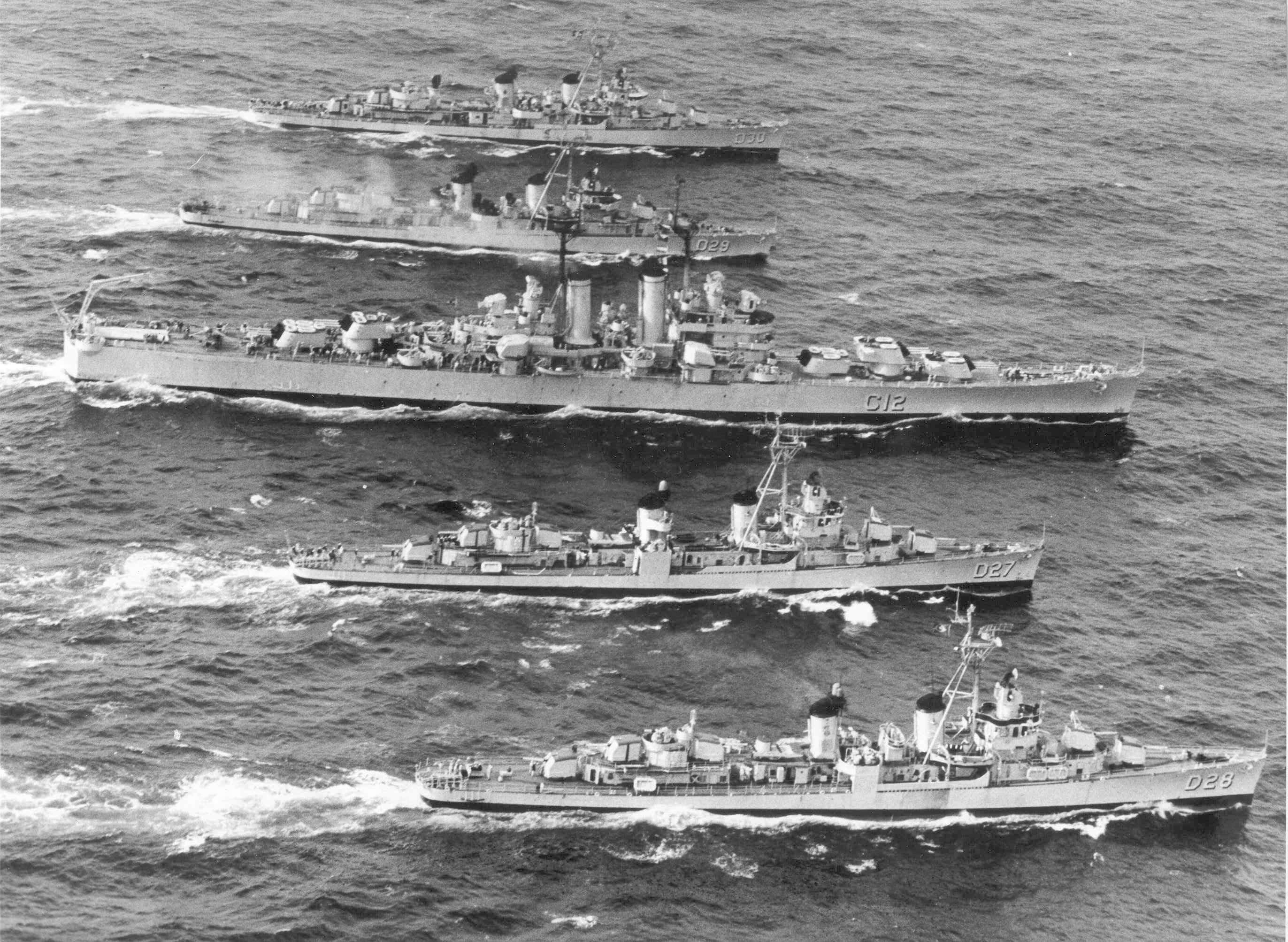
Schwadron der brasilianischen Marine. In der Mitte der Kreuzer Almirante Tamandaré, eskortiert von vier Schiffen der Fletcher-Klasse.

Am selben Tag bezeichnete der brasilianische Außenminister Hermes Lima das französische Vorgehen als einen Akt der Feindseligkeit und sagte: „Die Haltung Frankreichs ist unzulässig, und unsere Regierung wird nicht zurückweichen. Der Hummer wird nicht gefangen werden.“ Er berief eine geheime Sitzung mit seinen Assistenten ein, um die neuesten Entwicklungen im Hummerkrieg mit Frankreich zu besprechen. In der Zwischenzeit reagierte der französische Präsident Charles de Gaulle auf die vermeintliche brasilianische Behinderung französischer Fischerboote, die vor der brasilianischen Küste nach Langusten suchten, indem er am 21. Februar den 2750-Tonnen-Zerstörer der T 53-Klasse Tartu zur Bewachung der Fischerboote entsandte, der sich jedoch zur Beruhigung der Spannungen wieder zurückzog. Der brasilianische Präsident João Goulart gab Frankreich daraufhin 48 Stunden Zeit, um alle französischen Boote abzuziehen, aber da sie sich weigerten, das Gebiet zu verlassen, setzte die brasilianische Marine am 2. Januar 1962 das französische Schiff Cassiopée vor der brasilianischen Küste fest. Im April 1963 überlegten beide Nationen, ob sie wegen der Langusten in den Krieg ziehen sollten oder nicht.

## Gerichtshandlungen

### Wissenschaftlichen Argumente
Am 6. Juli 1966 fasste das Verwaltungsgericht Rennes die Behauptung der französischen Regierung zusammen, dass Langusten wie Fische sind, d. h. dass sie im offenen Meer schwimmen und daher nicht als Teil des Festlandsockels angesehen werden können. Brasilien behauptete, Langusten seien wie Austern, da sie sich am Meeresboden festhalten und daher Teil des Festlandsockels seien. Admiral Paulo Moreira da Silva, der Experte der brasilianischen Marine auf dem Gebiet der Ozeanografie, der zur Unterstützung des diplomatischen Ausschusses während der allgemeinen Diskussionen entsandt worden war, argumentierte, dass Brasilien, wenn es die französische wissenschaftliche These akzeptieren würde, dass eine Languste als Fisch betrachtet wird, wenn sie auf dem Meeresboden „hüpft“, auch die brasilianische Prämisse akzeptieren müsse, dass ein Känguru, wenn es „hüpft“, als Vogel betrachtet wird.

### Zu den Ansprüchen der Schiffseigner
Es wurde auch festgestellt, dass die Ansprüche von MM. Celton und Stephen, zwei der Schiffseigner, die vom französischen Staat eine Entschädigung für die in der Fangsaison von Januar bis März 1963 erlittenen Verluste verlangten, keinerlei Anspruch auf eine Entschädigung hatten, nachdem die französische Regierung aufgrund einer einseitigen Position der brasilianischen Regierung nicht für die erfolglose Saison verantwortlich gemacht werden konnte. Die Entscheidungen des Conseil d’État wiesen daraufhin die Behauptung zurück, die französische Regierung habe die klagenden Reeder ermächtigt, ihre Schiffe zum Langustenfang auf hoher See oder vor der brasilianischen Küste auszusenden, und stellten fest, dass die den Klägern erteilten Lizenzen den Kapitänen der Schiffe und nicht den Reedern zustanden. Die Ausnahmeregelung ermächtigte die Kapitäne, die volle Befehlsgewalt über ihre Schiffe für den Fischfang auf hoher See und nicht in einer bestimmten Zone auszuüben. Da es keine Beweise dafür gibt, dass die französische Regierung ein solches Vorgehen genehmigt hat, wurden ihre Klagen abgewiesen.